# 1897 în literatură
- 1896 în literatură — 1897 în literatură — 1898 în literatură

Anul 1897 în literatură a implicat o serie de evenimente și cărți noi semnificative.

## Cărți noi
- John Kendrick Bangs - Pursuit of the House-Boat
- L. Frank Baum - Mother Goose in Prose
- Richard Doddridge Blackmore - Dariel
- Rhoda Broughton - Dear Faustina
- Hall Caine - The Christian
- Kate Chopin - A Night in Acadie
- Joseph Conrad - The Nigger of the 'Narcissus'
- Mary E. Wilkins Freeman - Jerome
- George Gissing - The Whirlpool
- Ellen Glasgow - The Descendant
- Sarah Grand - The Beth Book
- Thomas Hardy - The Well-Beloved
- Henry James -
  - The Spoils of Poynton
  - What Maisie Knew
- Fred T. Jane - To Venus in Five Seconds
- Rudyard Kipling - Captains Courageous
- Camille Lemonnier - L'Homme en Amour
- W. Somerset Maugham - Liza of Lambeth
- Robert Louis Stevenson - St. Ives
- Bram Stoker  - Dracula
- Jules Verne - An Antarctic Mystery
- Lew Wallace - The Wooing of Malkatoon
- H. G. Wells - The Invisible Man
- Richard Marsh - The Beetle